# Nordsjællands Friskole
Nordsjællands Friskole tidligere Den Alternative Skole er en skole med stor elevindragelse og elevdemokrati. Skolen er bygget op om projektarbejde.

## Historie
Den Alternative Skole har haft flere adresser i Hillerød området. Men efter flere flyttede, flyttede de til Rønbjerg Alle hvor den ligger i dag. I  2019 skiftede den navn til Nordsjællands friskole.

### Værdier
Skolen arbejder med inddragende fællesskaber, hvor eleverne har udvidet selvbestemmelse.
Laver opsøgende projekt arbejde inden for og uden for landets grænser. Blandt andet England, Tyskland, Hviderusland.

### Traditioner
Da 2.generation's tog kørte var der tradition for at vogn 3 fra forenden var pendler vognen for skolens elever, når de skulle i skole.
Efter indførelsen af 4.generation's tog forsvandt denne tradition grundet den manglende afgrænsning mellem vognene.
Der er flere lejerskoler i løbet af året:
Indskolingslejerskole, Planlægningslejerskole (PL), samt forskellige lejerskoler for årgangene.

## Kendte Elever fra Den alternative skole

### 2000-tallet
Nicholas Westwood Kidd